# وسوسه غرب
وسوسه غرب (به فرانسوی: La Tentation de l'Occident) نام یک کتاب ادبی است که توسط آندره مالرو، نویسندهٔ اهل فرانسه نوشته شده‌است.